# Charlotte Hornets 1999-2000
La stagione 1999-2000 dei Charlotte Hornets fu la 12ª nella NBA per la franchigia.
I Charlotte Hornets arrivarono secondi nella Central Division della Eastern Conference con un record di 49-33. Nei play-off persero al primo turno con i Philadelphia 76ers (3-1).

## Roster
| N° | Naz.                   | Ruolo | Sportivo          | Anno | Alt. | Peso |
| -- | ---------------------- | ----- | ----------------- | ---- | ---- | ---- |
| 1  | Stati Uniti (bandiera) | G     | Baron Davis       | 1979 | 191  | 95   |
| 2  | Stati Uniti (bandiera) | GA    | Dale Ellis        | 1960 | 201  | 93   |
| 3  | Stati Uniti (bandiera) | G     | Eldridge Recasner | 1967 | 191  | 86   |
| 4  | Stati Uniti (bandiera) | G     | David Wesley      | 1970 | 183  | 86   |
| 5  | Stati Uniti (bandiera) | C     | Elden Campbell    | 1968 | 211  | 98   |
| 6  | Stati Uniti (bandiera) | GA    | Eddie Jones       | 1971 | 198  | 86   |
| 7  | Stati Uniti (bandiera) | G     | Michael Hawkins   | 1972 | 183  | 81   |
| 11 | Guyana (bandiera)      | G     | Jason Miskiri     | 1975 | 188  | 79   |
| 13 | Stati Uniti (bandiera) | G     | Bobby Phills      | 1969 | 196  | 95   |
| 14 | Stati Uniti (bandiera) | A     | Anthony Mason     | 1966 | 201  | 113  |
| 21 | Stati Uniti (bandiera) | G     | Ricky Davis       | 1979 | 198  | 88   |
| 32 | Stati Uniti (bandiera) | GA    | Eddie Robinson    | 1976 | 203  | 95   |
| 40 | Stati Uniti (bandiera) | C     | Brad Miller       | 1976 | 211  | 111  |
| 44 | Stati Uniti (bandiera) | A     | Derrick Coleman   | 1967 | 208  | 104  |
| 52 | Stati Uniti (bandiera) | A     | Chucky Brown      | 1968 | 201  | 97   |
| 52 | Stati Uniti (bandiera) | C     | Todd Fuller       | 1974 | 211  | 116  |
| 55 | Stati Uniti (bandiera) | A     | Derek Hood        | 1976 | 203  | 101  |

## Staff tecnico
- Allenatore: Paul Silas
- Vice-allenatori: Lee Rose, Mark Osowski, Jerry Eaves, Jeff Bower